# Clã Akita
O clã Akita (秋田氏, Akita-shi) foi um clã samurai do norte de Honshū que reclamava descendência de Abe no Sadato. O clã Akita era originalmente conhecido como clã Andō (安東氏, Andō-shi). No Período Kamakura, instalaram-se no Distrito de Tsugaru da Província de Mutsu para fazer comércio com o povo Ainu para o clã Hōjō, e para administrar Ezo como uma colônia penal.
No Período Sengoku, o clã Andō foi expulso pelo clã Nanbu, e migrou para a vizinha província de Dewa.  Andō Chikasue mudou o nome do clã para Akita.  Foi Akita Sanesue o primeiro daimyo Akita durante o período Edo. Contudo, Sanesue perdeu sua terra e foi mandado para Shishido em Hitachi em 1602 pelos Tokugawa devido ao seu fraco desempenho na Batalha de Sekigahara.
Os Akita sobreviveram como daimyo durante o Período Edo, tornando-se senhores do domínio de Miharu (província de Mutsu, 50000 koku). Foram signatários do pacto que formou o Ouetsu Reppan Domei em 1868, mas mudou de lado e ajudou o governo imperial a subjugar os domínios do norte. Após a Restauração Meiji, os Akita, assim como todos os demais daimyo, perderam os domínios, e seus territórios foram convertidos em prefeituras. Akita Akisue, o último daimyo, recebeu o título de visconde (shishaku).